# Страдуня (Опольське воєводство)
Страдуня (пол. Stradunia, нім. Straduna) — село в Польщі, у гміні Вальце Крапковицького повіту Опольського воєводства.
Населення — 867 осіб (2011).

## Демографія
Демографічна структура станом на 31 березня 2011 року:
|          | Загалом | Допрацездатний вік | Працездатний вік | Постпрацездатний вік |
| -------- | ------- | ------------------ | ---------------- | -------------------- |
| Чоловіки | 417     | 79                 | 284              | 54                   |
| Жінки    | 450     | 68                 | 278              | 104                  |
| Разом    | 867     | 147                | 562              | 158                  |